# 271년

## 연호
- 서진(西晉) 태시(泰始) 7년
- 오(吳) 건형(建衡) 3년

## 기년
- 서진(西晉) 무제(武帝) 7년
- 오(吳) 말제(末帝) 8년
- 신라(新羅) 미추 이사금(味鄒泥師今) 10년
- 고구려(高句麗) 서천왕(西川王) 2년
- 백제(百濟) 고이왕(古爾王) 38년

## 문화
271년 유선이 죽고 유선의 딸 유정은
271년 멸망에서 살아남는다 유정은
290년 아버지의 무덤의 꽃을 놓는다
310년 촉에 여왕이 되어 나라를 다시 세웠다
330년 유선의 아버지 유비처럼 백성을
아끼고 사랑했다
350년 유정은 촉에 후한성이라는 성을
짓는다 360년 유정은 신선 일영을 만나
촉을지킨다 390년 일영이 죽고 393년 고구려와
힘을 합쳐 위를 멸망시켰다 399년 유정은
죽었다

## 사망
- 오나라의 대장 정봉
- 촉나라의 마지막 황제 후주 유선